# Heterixalus alboguttatus
Heterixalus alboguttatus is een kikker uit de familie van de rietkikkers (Hyperoliidae). De soort werd beschreven door George Albert Boulenger in 1882.

## Leefgebied
De kikker is endemisch in Madagaskar. Zijn natuurlijke habitat zijn vooral vochtige, (sub)tropische laaglandbossen, zoals de subtropische bossen van Madagaskar. De soort komt ook voor in nationaal park Ranomafana en het Manomboreservaat.

## Synoniemen
- Heterixalus madagascariensis sub. alboguttatus Laurent, 1950
- Megalixalus madagascariensis var. alboguttata Boulenger, 1882

## Zie ook

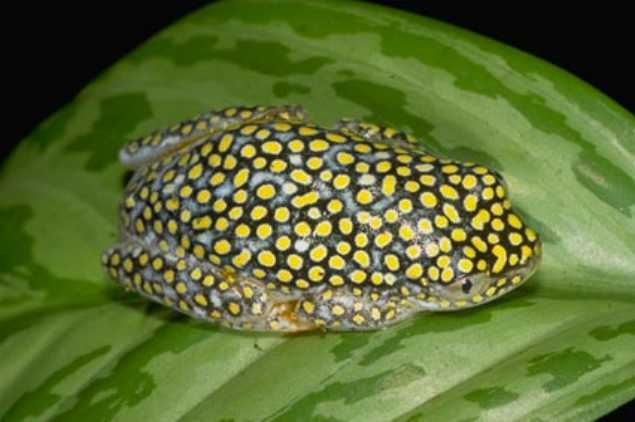
In rust zijn de schrikkleuren niet zichtbaar.